# Jekatěrina Vasiljevna Budanová
Jekatěrina Vasiljevna Budanová (6. prosince 1916 Konopljanka, Smolenská oblast – 19. červenec 1943 Novokrasnovka, Ukrajina) byla ruská stíhací pilotka. Jako sovětská pilotka se účastnila druhé světové války a spolu s Lidijí Litvjakovou patřila mezi nejlepší vojenské pilotky všech dob.
Pocházela z Konopljanky, vesnice ve Smolenské oblasti. Ve třinácti letech odešla do Moskvy, kde pracovala v letecké továrně. V osmnácti letech získala pilotní průkaz, stala se parašutistkou a posléze i leteckou instruktorkou a účastnicí leteckých přehlídek. Po vypuknutí 2. světové války se na podzim 1941 přihlásila do ženských leteckých jednotek. Stala se stíhací pilotkou, byla přidělena k 586. IAP a létala na stroji Jakovlev Jak-1. Na frontě začala létat v dubnu 1942, v září 1942 byla převelena ke Stalingradu a už v září a říjnu zaznamenala první sestřely německých letadel, Junkers Ju 88 a Messerschmitt Bf 109. Spolu s Lidijí Litvjakovou se stala známou osobností, obě byly pak na vlastní žádost převeleny k 296. IAP, aby byly co nejblíže frontě. Na jaře a v létě 1943 létala v prostoru Ukrajiny a řeky Mius, kde wehrmacht vybudoval opevněnou obrannou linii, tzv. Miuskou frontu. Dne 17. července 1943 dosáhla svého celkem dvanáctého vítězství. Dne 19. července 1943 byla v boji s německými stíhači z JG 3 sestřelena, s hořícícm letounem sice přistála, ale zemřela na následky zranění. Má památník v obci Bobrikovo na jihovýchodní Ukrajině. V roce 1993 jí byl posmrtně udělen titul Hrdina Ruské federace.
Hodnost: nadporučice, kapitánka
Jednotky: 586. IAP, 437. IAP, 9. GIAP, 296. IAP (později jako 73. GIAP)
Vítězství: 7 osobních, 5 skupinových, celkem absolvovala 266 bojových letů

## Dětství, mládí a první lety
Pocházela z Konopljanky, to je vesnice ve Smolenské oblasti. Narodila se 6. prosince 1916, v době první světové války. Byla chytrá, základní školu skončila s vyznamenáním, po smrti otce však musela začít pracovat jako chůva. Když jí bylo třináct, matka ji poslala do Moskvy, kde její starší sestra pracovala v letecké továrně. Tam Káťa pracovala a zároveň studovala. Během studií na střední škole pracovala jako tesař v letecké továrně. Tesařina je dost náročná práce, a tak si lze jen stěží představit třináctiletou holku jak dělá tesařinu.
Když byla Káťa malá, přistálo na kraji Konopljanky letadlo. Vyšplhala na křídlo stroje, podívala se do kokpitu a prohlížela palubní desku. Toho dne se rozhodla, že musí být pilotem.
Pilotní průkaz získala v roce 1934. Kromě pilotního oprávnění se stala Káťa členkou parašutistické sekce aeroklubu.
Do začátku války bylo v Sovětském svazu asi 100 až 150 aeroklubů a i přes nevelké nadšení instruktorů a vedoucích aeroklubů se do nich mnoho dívek přihlásilo a naučilo se létat. Bylo jich dokonce tolik, jak statistky uvádí, že jeden ze tří pilotů byla žena. Pilotky se účastnily i leteckých přehlídek. Přehlídky na letišti Tušino se účastnila i Káťa Budanová, spolu s ní tam byly i další budoucí pilotky pět set osmdesát šestého leteckého stíhacího pluku, Olga Goliševová, Maria Kuzněcovová, Olga Šakovová a Rajsa Běljajevová.
V jednadvaceti se stala Káťa Budanová instruktorkou létání, to byl rok 1937. Byla přidělená do aeroklubu v Kyjevské čtvrti v Moskvě. Moskva ji uchvátila, líbila se jí, psala domů dopisy plné nadšení. Létala na školním letounu Polikarpov U-2, ale také s jednosedadlovým Jakovlev UT-1, s kterým se účastnila leteckých přehlídek.
Jaká tedy byla, Káťa? Starší seržantka Inna Pleščevcevová-Pasportnikovová, letecká mechanička a neoficiální historička 586.IAP, která se s Káťou poprvé setkala v říjnu 1941, to bylo čtyři měsíce po napadení Sovětského svazu o ní napsala:
„Vyzařovala z ní radost, rozhodnost a odhodlanost a takový obrázek mi zůstal v paměti napořád. Káťa byla duší naší skupiny. Byla pověstná svou odvahou, houževnatostí a nevyčerpatelnou energií, zároveň byla přímá, ohleduplná a vynikala starostlivostí o druhé.“
Jaká byla pilotka?
„Když se stíhačkou poprvé letěla sólo, stáli všichni u vzletové dráhy a nemohli než obdivovat Kátino pilotní umění. Letadlo měla úplně v ruce…jako uznání jejích pilotních i vůdčích schopností byla Káťa jmenována velitelkou letky“, píše Inna Pasportnikovová.
Ve vzpomínkách válečných veteránů je vylíčená jako nebojácná, instinktivní a neomylná stíhací pilotka. Podle Inny Pasportnikovové „ne vždy ale bylo její úsilí korunováno úspěchem. Zažila i hořká zklamání. Dlouho jí trvalo, než se naučila mířenou střelbu na vlečené i pozemní cíle. Tehdy se na nějakou dobu přestala smát a zpívat a mračila se, ale nakonec přišel ten šťastný den, kdy byl instruktor s její úrovní střeleckých schopností spokojen.“

## Stíhací pilotka
První letecké jednotky pro ženy – pilotky byly založeny v říjnu 1941, na návrh Mariny Raskovové, důstojnice letectva a členky Nejvyššího sovětu. Podle vyprávění Jevgenije Žigulenkové byly jedním z důvodů založení letecké jednotky pro ženy i incidenty pramenící z bojového odhodlání ženských pilotek – „několik dívek požádalo o nasazení na frontu a byly odmítnuty. A tak ukradly stíhačku a odletěly do boje. Prostě se nemohly dočkat…“
V té době byly založeny 586. IAP (stíhací letecký pluk), 587. BAP (bombardovací letecký pluk) a 588. NBAP (noční bombardovací letecký pluk), dohromady jako součást sto dvacáté druhé Ženské letecké skupiny. Výcvik probíhal v Engelsu, v městě na Volze asi 800 kilometrů jihovýchodně od Moskvy, denně deset lekcí, někdy i čtrnáct hodin denně. Letový výcvik trval běžně tři roky, teď byl zhuštěn do necelých šesti měsíců. Pilotky měly nalétat nejméně 500 letových hodin, zatímco muži byli odesíláni na frontu po odlétání pouhých 65 letových hodinách. To byl určitě také jeden z důvodů obrovských ztrát sovětského letectva.
Po ukončení výcviku byla Káťa Budanová přidělena k 586. leteckému stíhacímu pluku. Pluk zahájil činnost v dubnu 1942 obranou mostu přes Volhu. Káťa situaci špatně snášela, chtěla být na frontě, ve středu dění. „Zvlášť těžce snášela naši situaci Káťa,“ vzpomíná Inna Pasportnikovová. Shodou okolností někdy v této době dostala dopis, který ji informoval (naštěstí mylně), že byla zabitá její matka a sestra. Ves Konopljanka, kde strávila dětství, byla v obsazeném území.
Letka pět set osmdesát šestého leteckého stíhacího pluku létala na letadlech Jakovlev Jak–1. Bylo to letadlo smíšené konstrukce, potažené překližkou a plátnem, jeho výroba i obsluha byly jednoduché a dobře se pilotoval. Stroj oceňovali i němečtí piloti. „Jak je stíhačka, kterou jste nemohli podceňovat,“ řekl o ní Walter Krupinsky, pilot se 179 sestřely. Bohužel ochrana proti nepřátelské střelbě byla u Jaků velmi malá a když byly provedeny na strojích úpravy ve prospěch lepší manévrovatelnosti byla snížena ochrana palivových nádrží, na což spousta sovětských pilotů doplatila. Naproti tomu Messerschmitt Bf 109 měl mnohem lepší výzbroj, vyšší výkon motoru, a byl schopen sestřelit i dobře pancéřovaný Iljušin Il-2 Šturmovik. Pět set osmdesát šestý stíhací pluk dostal svoje stroje v únoru 1942. Stroje nebyly vybaveny radiostanicí, to měly pouze velitelské stroje, ostatní měly jen přijímače. Pilotky však odmítly létat bez vysílaček a tak stroje dostaly zvláštní výzbroj – radiostanici do každého letadla.
Sousedství s mužskými oddíly vytvářelo někdy legrační situace, vzpomíná Jekatěrina Poluninová ze stejného pluku: „Dívky u pluku byly velmi atraktivní. Byly mladé, vypadaly svěže a nedaleko byl mužský pluk. No, seznámili se a vztahy jen kvetly. Jednou přišel velitel toho mužského pluku k našemu veliteli a řekl: Můžu ti dát letadel, kolik si řekneš, když mi dáš těchhle pět dívek a vyjmenoval je. Tak co, plácneme si?!“

## Stalingradské nebe
Dostat se na frontu, tohle přání se Kátě splnilo 10. září 1942, kdy ji velitelka jejího pluku Tamara Kazarinová převelela spolu s Lidijí Litvjakovou, Marijí Kuzněcovou a Raisou Běljajevovou do Stalingradu k 437. leteckému stíhacímu pluku na letiště Věrchnaja Achtuba na východním břehu Volhy. U Stalingradu probíhaly na podzim 1942 zdržovací boje, zatímco se sovětská armáda připravovala na protiofenzívu 437. pluk čelil velké početní převaze německé armády, byl špatně zásobován a utrpěl těžké ztráty. „Byly jsme hrdé, že jsme byly odeslány tam,“ vzpomíná Inna Pasportnikovová, „na jeden z nejvýznamnějších úseků fronty a považovaly jsme za velkou čest a důkaz důvěry, vkládané v nás. A Káťa, aspoň to tak vypadalo, z nás byla nejšťastnější.“
Letecké eso – první sestřely zaznamenala Káťa na nebi nad Stalingradem. Literatura se liší v datech, podle amerického historika Henryho Sakaidy sestřelila své první letadlo (Messerschmitt Bf 109) ve spolupráci s Lidijí Litvajkovou 14. září 1942. Jekatěrina Poluninová uvádí, že 2. října 1942 pod velením Raisy Běljajevové se Káťa střetla s 12 německými bombardéry Junkers Ju 88 a jejich doprovodem, stíhačkami Bf 109 a byl jí toho dne přiznán jeden sestřel Ju 88 a ve spolupráci jeden Bf 109. Podle Inny Pasportnikovové dosáhla první sestřelu 6. října 1942: „Káťa nastartovala motor, aby se utkala s třinácti Junkersy, které mířily nad město…Když se nepřítel objevil v kříži jejího zaměřovače, stiskla spoušť…trasírky se otřely o nepřátelské letadlo a Ju 88 zahalila oblaka černého kouře. Bylo to její první dlouho očekávané vítězství!“
Vladimír Lavriněnko na Káťu a její kamarádku a spolubojovnici Lidiji Litvjakovou vzpomínal:
„Každá byla jiná. Káťa vysoká a nakrátko ostříhaná a v pilotní kombinéze ji bylo těžko rozeznat od spolubojovníků. Lidija vedle ní vypadala jako děvčátko. Káťa byla veselá a temperamentní, zatímco Lidija zamyšlená a nenápadná.“
Ne vždy to tak platilo. Když za bojů u Stalingradu odmítl Lidiji a Káťu přijmout Boris Jerjomin, velitel 273. stíhacího pluku, Lidija Litvjaková to veřejně komentovala a s opovržením pravila: „Bojí se nás, to je celé. Je mladý, velitel pluku, svobodný – prostě se bojí!“
Dne 10. prosince 1942 Káťa zpozorovala během letu dvě stíhačky Messerschmitt Bf 110. Zaútočila na ně a čelním útokem jeden stroj sestřelila, během následujícího souboje se jí podařilo sestřelit i druhý letoun.
Své sestře Olze napsala:
„Ocitla jsem se přímo uprostřed válečného pekla, píšu z místa nedaleko Stalingradu. Víš, jak to vypadá na frontě…Ráda bych Ti řekla tohle: nechci umřít, ale smrti se nebojím. A když budu muset umřít, přijde to nepřítele draho. Můj drahý okřídlený Jak je dobrý stroj a naše osudy jsou nerozlučně spojeny, jestli máme zahynout, padneme jako hrdinové. Mějte se dobře…a vzpomínejte na mne…“

## Východní Ukrajina
Posléze byla Káťa Budanová přeložena spolu s Lidijí Litvjakovou k 296. leteckému pluku pod velením majora Nikolaje Baranova, obě dvě požádaly, aby byly v leteckém pluku co nejblíže frontě.
Desátého února 1943 Káťa zaznamenala skupinový sestřel letounu Focke-Wulf Fw 190 z JG 51, sestřelila i průzkumný stroj Focke-Wulf Fw 189. O letu uvedla: „
Je to obratný a dobře pancéřovaný letoun. Zaútočila jsem na něj a pak pozorovala, jak mi uniká…Začínala jsem zuřit…vrhla jsem se na něj. Snažil se mě doběhnout – sklesal do menší výšky a pokračoval v letu hluboko nad obsazené území. Sklesala jsem také…nacista už byl jen 20 metrů nad zemí, odkud začala zuřivá palba. Přiblížila jsem se k Focke-Wulfu 189 na nějakých 30 metrů, pak ještě blíž a začala jsem střílet. A ejhle, nepřítel spadl na zem…ze země na mne stříleli, ale já ještě zůstala, několikrát jsem nad Němci zakroužila, a teprve pak přidala plyn a letěla domů. Náhle jsem si uvědomila, že mi dochází palivo, ale podařilo se mi doletět k našemu letišti a doklouzat na přistání s vypnutým motorem.“
Devátého března 1943 dostala Jekatěrina Vasiljevna Budanová Řád rudé hvězdy.
Čtrnáctého května 1943 pod vedením Filipova letěla v jednom ze šesti letounů Jak-1 jako doprovod bitevníků Il-2, které zaútočily na německý vlak ve stanici Uspenskaja. V květnu byla také na krátké dovolené v Moskvě. Třicátého května 1943 jí byl přiznán další skupinový sestřel stíhačky Bf 109.
V létě 1943 operovala na letišti Berukovo Rosejbebovskij. To už byla v průběhu německá ofenzíva u Kurska, operace Citadela ,zahájená 4. července 1943 a letecké boje byly ještě intenzívnější než dříve. Německé letectvo se snažilo vytvořit si vzdušnou převahu, aby mohlo provádět pozemní útoky.
Své jedenácté vítězství a šesté osobní zaznamenala Káťa 17. července 1943, když sestřelila Ju 88 na frontě u řeky Mius, kde si německá armáda vybudovala opevněnou obrannou linii, tzv. Miuskou frontu. Dne 19. července 1943 odstartovala ke svému poslednímu bojovému letu.
Inna Pasportnikovová vzpomíná: „Káťa letěla s formací bombardérů jako jedna ze stíhacího doprovodu…Po úspěšném splnění úkolu se naše letadla vracela domů v různých výškách a Káťa letěla zcela vzadu. Náhle zpozorovala trojici Messerschmittů, které točily zatáčku, aby mohly napadnout skupinu našich bombardérů.“ Šlo o letadla z JG 3 a JG 52, elitní stíhací eskadry Luftwaffe. „Následoval zoufalý souboj. Stíhačky obou stran se pokoušely dostat jedna druhé za ocas a neustále střílely. Kátě se podařilo zachytit nepřátelský stroj do nitek zaměřovače a prošpikovala ho dávkou střel. Sklonil příď a neovladatelně padal k zemi. Káťa prudce přitáhla, převrátila se přes křídlo a vrhla se na další nepřátelský letoun. Vystřelila dlouhou dávku a druhý Messerschmitt se odpoutal západním směrem, nechávaje za sebou kouřovou stopu.“
Káťa Budanová se pak ocitla v boji proti dvěma Bf 109G. Cottam v knize „Women in Air War“ uvádí:
„Obyvatelé vsi Novokrasnovka ve Vorošilovské oblasti sledovali boj s úzkostí. Stíhačka s rudými hvězdami se nakonec převrátila a zcela neřízena začala padat. Pak sklouzla po křídle a vyrovnala let, ale křídlo začaly olizovat jazyky plamenů. Letoun klouzal k poli na okraji vsi, zbrázděnému okopy a krátery. Po dosednutí zapadlo jedno kolo do kráteru a letoun se převrátil.“
„Kolchozníci s velkými potížemi vytáhli smrtelně raněného pilota z hořícího pilotního prostoru. Starší žena otřela krev z Kátina obličeje, rozepnula límec letecké kombinézy a vytáhla legitimaci, na které stálo: Jekatěrina Vasiljevna Budanová. Vesničané jemně zvedli pilotčino tělo a donesli je do nejbližší chalupy. Tady, na kraji vsi, pak Káťu s vojenskými poctami pohřbili.“
Marie Kolesnikovová, obyvatelka Novokrasnovky, autorovi knihy Sovětské letkyně ve Velké vlastenecké válce, Gian Piero Milanettimu ukázala přímo místo, kam Kátin Jak-1 dopadl: „Letadlo se převrátilo na záda. Vojáci spolu s vesničany vytáhli ze stíhačky pilota. Nenechali nás přijít blíž, ale já ji zahlédla: měla na sobě zelenou kombinézu a nebyla vidět žádná krev.“
Káťu přinesli po nouzovém přistání do nemocnice v Novokrasnovce, udělané z místní školy. V té době už byla zřejmě mrtvá. Její sluchátka uchovávají v jejím muzeu ve škole v Bobrikovu, před pomníkem, kde je pohřbená. Mušle sluchátka je roztavená a tak zřejmě Káťa uhořela ve svém Jaku-1 po přistání na kraji Novokrasnovky…
Německými piloty, s kterými se ve svém posledním boji 19. července střetla, byli pravděpodobně Georg Schwientek a Emil Bitsch, kapitán a jedno z nejlepších es Luftwaffe. Shodou okolností byl Emil Blitsch skoro stejně starý jako Káťa Budanová, narodil se v červnu 1916. Létal v jednotce JG 3. V srpnu 1943 byl převelen z východní fronty zpět do Německa k letecké obraně. Nakonec byl sám sestřelen a padl v boji proti americkým stíhačkám Republic P-47 Thunderbolt USAAF nad Schijndelem v Nizozemsku.
Smrt milé, veselé a empatické Káti neslo její okolí velmi těžce, nejvíc však o pět let mladší Lidija Litvjaková, její nejlepší kamarádka (Lidija jí občas žertem říkala "máma", jednak proto, že byla o několik let starší, než ostatní pilotky 586. IAP a také pro její starostlivost o kamarádky na zemi i ve vzduchu). O den, později, dvacátého července 1943 byla Lidija sestřelena spolu s novým velitele pluku Ivanem Golyševem, když letěli jako doprovod bombardérů Petljakov Pe-2 a napadlo je 10 letounů Bf 109. Golyšev byl zasažen a padl, Lidije Litvjaková byl zasažená taky, její Jak byl zapálen a ona se zachránila na padáku. Naposledy odstartovala o deset dní později, prvního srpna 1943 z kalininského letiště. Fragmenty jejího letounu Jak-1 byly nalezeny u osady Koževnaja. Na původním letišti je dnes vesnice a škola s malým muzeem věnovaným Káti Budanové a Lidiji Litvjakové.

## Památka
Jekatěrina „Káťa“ Budanová je pohřbená ve vsi Bobrikovo na jihovýchodě Ukrajiny nedaleko řeky Mius. O její hrob se zajímala Tamara Justinovna Pamjatnych, velitelka první jednotky, kde Káťa létala, procestovala stopem a pěšky Ukrajinu, aby se ujistila, že je hrob dobře udržovaný, jak napsala Inna Pasportnikovová. Její sluchátka a opasek s přezkou jsou v muzeu v Bobrikovu. Jekatěrina „Káťa“ Budanová spolu s Lidijí Litvjakovou jsou považovány za jediná ženská stíhací esa, ačkoliv údaje o počtu sestřelených letadel se značně liší, nejčastěji se udává 11 sestřelů, 6 osobních, 5 skupinových, oficiálně 7 osobních a 5 skupinových.
Jako pilotky byly skvělé a odvážné. „Nebály se ničeho,“ vzpomíná na Káťu a Lidiji Inna Kalinovská-Kalacevová. Za všechno mluví třeba právě poslední boj Káti Budanové, kdy se postavila v podstatě sama proti čtyřem německým stíhačkám Bf 109 z JG 3 a JG 52, skupiny Experten nebo slavný sestřel pozorovacího balónu Lidije Litvjakové – na útok se dobrovolně přihlásila, vymyslela ho a také uskutečnila.
296. stíhací letecký pluk, kde obě pilotky sloužily, byl v létě 1941 dislokován v prostoru města Kryvyj Rih, piloti létali na letounech Polikarpov I-16. V říjnu 1941 byly nahrazeny stíhačkami MiG-3 a koncem roku začalo přezbrojování na letouny Jak-1. Na jaře 1942 byl pluk přemístěn nedaleko Charkova a na podzim byl bojově nasazen u Stalingradu, kde se k němu Káťa Budanová a Lidija Litvjaková připojily. Pak byl přesunut k Jižnímu frontu a v létě 1943 osvobozoval Donbas a Rostov na Donu. Od května 1943 je označen jako 73. Gardový stíhací letecký pluk (73. GIAP). V roce 1944 byl operačně nasazen jako letecká podpora druhého a třetího ukrajinského frontu, operačním prostorem bylo Rumunsko a Maďarsko, na konci války potom severní část Maďarska, jižní Slovensko a Morava. Piloti tohoto pluku létali i nad Československem a účastnili se operací na osvobození Bratislavy (4. dubna 1945) a osvobození Brna (26. dubna 1945).
Jekatěrina Vasiljevna Budanová byla dvakrát vyznamenána Řádem Vlastenecké války, Řádem rudé hvězdy, Řádem rudého praporu a přestože byla navržena ještě za války na Zlatou hvězdu Hrdiny SSSR, nikdy ji nedostala. Titul Hrdina Ruské federace udělil Jekatěřině Vasiljevně Budanové teprve posmrtně v roce 1993 prezident Boris Jelcin.
V červenci 1943 v onen osudný den bylo Kátě Budanové 26 let.

## Biografie
Kromě fotografií a článků jsou na webu i filmové dokumenty o Lidiji Litvjakové. Z knih je dostupná v roce 2014 vydaná kniha Sovětské letkyně ve Velké vlastenecké válce – Historie v obrazech, autora Gian Piero Milanettiho, fotografická publikace, plná dobových i aktuálních dokumentů, článek čerpá převážně z této publikace. V loňském roce (2015) byla taktéž vydána kniha Bílá růže ze Stalingradu, jejímž autorem je Bill Yenne a je věnována Lidiji Litvjakové.